# Brylkinia
Brylkinia là một chi thực vật có hoa trong họ Hòa thảo (Poaceae).

## Loài
Chi Brylkinia gồm các loài: